# Stille folk
Stille folk är ett musikalbum från 1974 av den danska sångerskan Trille.
Albumet inspelades i november och december 1973 hos Wifoss. Alla texter är skrivna av Niels Lund. Producenter var Ole Fick, Peter Abrahamsen och Trille. Albumet utgavs på LP av skivbolaget Metronome (MLP 15507).

## Låtlista

### Sida A
1. Rosmari (musik: Kim Menzer, 4:30)
2. Goddag gamle dag (musik: Trille 3:30)
3. Kvart i fem  (musik: Ole Fick, 5:29)
4. Hverdag (musik: Povl Kjøller, 4:00)
5. Du spør dig selv (musik: Sven Erik Werner, 2:50)
6. En sang om stille folk (musik: Trille, 4:05)

### Sida B
1. Velfærdsundersøgelse (musik: Ole Fick 3:20)
2. Ellinor (musik: Povl Kjøller, 2:47)
3. Kære Gud (musik: Povl Kjøller, 3:40)
4. En bænk i solen (musik: Sven Erik Werner, 4:55)
5. Historien om Karen Hansen (musik: Kim Menzer, 4:25)
6. Jeg havde dig i hodet (musik: Kim Menzer, 5:54)

## Medverkande musiker
- Carsten Smedegård – trummor
- Hugo Rasmussen – elbas, akustisk bas, tambura
- Ole Fick – elgitarr, akustisk gitarr, tamburin
- Thomas Clausen – elpiano, flygel
- Kim Menzer – flöjt, basun, tamburin, sopransaxofon, tenorsaxofon, munspel
- Trille – gitarr, sång